# یورازیو
یورازیو (انگلیسی: Eurazeo) شرکت سرمایه‌گذاری فرانسوی است، که در سال ۲۰۰۱ تأسیس شد.